# وساطة النزاع التشادي السوداني (2005–2010)

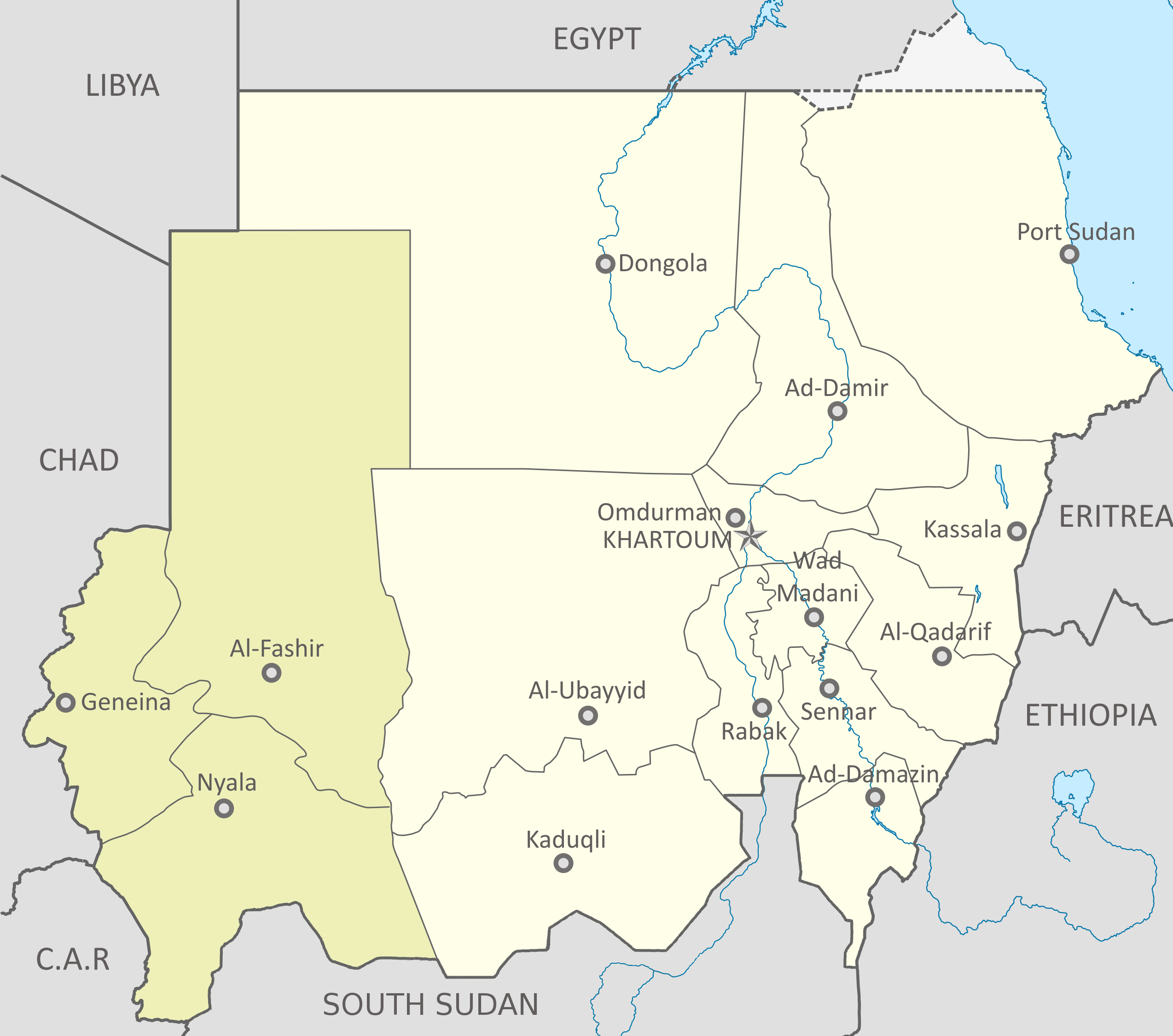
خريطة السودان مع تمييز إقليم دارفور محور النزاع في السودان.

وساطة النزاع التشادي-السوداني بدأت فعليًا عقب إعلان حكومة تشاد حالة البلجيرانس أو ما يُعرف بـ"حالة الحرب الفعلية" مع السودان في يوم 23 ديسمبر 2005، وهو الإعلان الذي أحدث صدىً سياسيًا وعسكريًا بالغًا في الإقليم.
وفي لغة القانون الدولي، يُعتبر مصطلح "état de belligérance" أحد أكثر التعبيرات حدّة، إذ يتجاوز مجرد التوتر السياسي ليبلغ مرتبة الاصطفاف العسكري المباشر، حتى وإن لم تُعلن حربٌ تقليديةٌ رسميًا. وقد قامت وكالة رويترز بتأكيد هذا الوضع العدائي، من خلال تغطيتها الفورية لإعلان تشاد، الذي صُبغ بلون التعبئة الاستراتيجية.
أما هيئة الإذاعة البريطانية (بي بي سي)، فقد ترجمت هذا المصطلح إلى "حالة حرب"، ما يعكس إدراكًا غربيًا لطبيعة النزاع، ليس فقط من جهة التعريفات، بل أيضًا من زاوية نُذر الانفجار الميداني القادم على الحدود. فقد رُصدت حينها تحركات للقوات المسلحة على جانبي الحدود، في نمط يُفهم منه أن النزاع قد انتقل من طور المماحكة السياسية إلى المواجهة المسلحة المحدودة، وإنْ لم تُعلن حربٌ شاملة.
هذا الوضع المستجدّ في ديسمبر 2005، فتح الباب أمام جولات وساطة إقليمية ودولية، شملت أطرافًا أفريقية وعربية، وساهمت لاحقًا في تمهيد الطريق لمباحثات أمنية وميدانية قادت إلى اتفاقات تهدئة متقطعة بين الطرفين، مع استمرار الاتهامات المتبادلة برعاية التمرّد على الطرف المقابل.
في خضم التصعيد الذي أعقب إعلان "البلجيرانس"، دعت حكومة تشاد مواطنيها إلى التعبئة العامة ضد ما وصفته بـ"العدو المشترك"، في إشارة مباشرة إلى عناصر مسلحة من حركتي تجمع من أجل الديمقراطية والحرية (RDL) ومنصة التغيير والوحدة والديمقراطية (SCUD)، وهما مجموعتان متمردتان تشاديتان تتهمهما السلطات بتلقي دعم لوجستي وميداني من حكومة السودان، إلى جانب تواجد عناصر من ميليشيا الجنجويد السودانية، والذين عبروا الحدود إلى الداخل التشادي أثناء ملاحقتهم للاجئين من إثنية الفور الهاربة من أتون النزاع في دارفور.
ويكشف هذا التداخل المعقد بين الجماعات المسلحة والقبائل العابرة للحدود عن الطابع الإثني العميق للأزمة، حيث تشترك قبائل الفور، والزغاوة، وغيرهم في امتدادات سكانية بين دارفور وشمال وشرق تشاد، ما جعل الحدود خطًا وهميًا في حسابات الحرب واللجوء والثأر. وفي هذا السياق، نفت حركة RDL تلقيها أي دعم رسمي من الحكومة السودانية، محاولةً نفي الرواية التشادية التي تربطها بالتدخلات الخارجية.
وخلال الفترة الممتدة من 26 ديسمبر وحتى 28 ديسمبر 2005، توحّدت حركتا RDL وSCUD مع ستّ جماعات متمردة أخرى، لتشكيل تحالف مسلح جديد تحت اسم الجبهة المتحدة من أجل التغيير الديمقراطي (FUC)، بقيادة محمد نور عبد الكريم، وهو من أبرز الشخصيات المعارضة التشادية المسلحة، والمرتبط تاريخيًا بخطاب يناهض سلطة إدريس ديبي، ويستند إلى دعم قبلي قوي في شمال تشاد.
ويمثل هذا التحالف العسكري نقطة انعطاف كبرى في الحرب، إذ ارتقى بالصراع من حالة تمرد داخلي إلى شبكة إقليمية من الفاعلين المسلحين المرتبطين بتحالفات عابرة للحدود، تمتد من صحارى تشاد إلى مرتفعات دارفور، مما زاد من تعقيد المشهد، وأدخل النزاع في طور أكثر انفتاحًا على التدخلات الإقليمية والدولية.

## السودان
قال وزير الدولة بوزارة الخارجية السودانية، السماني الوسيلة، في تصريح يعكس مزيجًا من الدهشة والحرج الدبلوماسي: "نحن مندهشون للغاية من هذا الموقف. فجميع قنوات التواصل بين بلدينا لا تزال مفتوحة. ولا نعلم لماذا انتقلوا من إطار العلاقات الثنائية إلى إطلاق مثل هذه التصريحات التهديدية... لن نسمح لأحد باستخدام الأراضي السودانية لشن هجمات ضد دولة مجاورة".
هذا التصريح الرسمي من الجانب السوداني يكشف عن محاولة لامتصاص التصعيد وتقديم موقف دفاعي ناعم، يعكس حرص الخرطوم – آنذاك – على تجنب الدخول في مواجهة مفتوحة مع تشاد، لا سيما في ظل الاتهامات المتكررة بدعم الحركات المتمردة العابرة للحدود. كما يشير إلى سعي سوداني لحصر التوتر ضمن الأطر الدبلوماسية الثنائية، دون السماح بتدويل الأزمة أو جرّها إلى محافل الصراع الإقليمي الأوسع.
لكن خلف هذه العبارات، كان المراقبون يرون مؤشرات على هشاشة التنسيق الأمني بين الجانبين، وتزايد فقدان الثقة، خاصة في ظل الاتهامات المتبادلة بشأن احتضان جماعات مسلحة من دارفور ومن المعارضة التشادية، ما جعل "السيادة الترابية" لكل من الدولتين محط شكّ وريبة في أعين الآخر.

### التوترات والتبادل الاتهامي
اقترحت السودان تفعيل دوريات حدودية مشتركة بين البلدين، على غرار ما تم عام 2003، بهدف منع تسلل الجماعات المتمردة من تشاد إلى الداخل السوداني، خاصةً تلك التي تنتمي إلى قومية الفور وتنشط في إقليم دارفور. ومنع الجماعات المتمردة من السودان التي تنتمي الى قومية الزغاوة الى تشاد. إلا أن الحكومة التشادية رفضت هذا المقترح، فيما اتهم الرئيس التشادي إدريس ديبي الخرطوم بأنها قامت بحشد نحو 50 عربة مدرعة في بلدة الجنينة السودانية المتاخمة للحدود مع تشاد، تمهيدًا – حسب قوله – لشنّ هجمات جديدة داخل الأراضي التشادية.
وفي 19 يناير 2006، ألقت السلطات السودانية القبض على عبد الواحد أبوت، القائد السابق لحركة FIDEL والمُنضوي حينها تحت لواء التحالف من أجل التغيير الديمقراطي (FUC)، إلى جانب نحو 19 أو 20 من رفاقه بحسب الروايات المختلفة، وذلك بعد أن أجرى مقابلة إذاعية من الخرطوم صرّح فيها علنًا بوجوده داخل السودان، وذكر أن لدى حركته "علاقات ودية" مع الحكومة السودانية.
وقال الناطق باسم حركة RDL، عبد الكريم، إن أبوت تم اعتقاله فور التعرف على موقعه داخل الخرطوم، عقب حديثه للإعلام. كما طالب التحالف بإجراء لقاء رسمي مع الاتحاد الإفريقي، والذي امتنع عن الإدلاء بأي تعليق رسمي.

## الاتحاد الإفريقي
أرسل الاتحاد الإفريقي وفودًا دبلوماسية إلى كل من السودان وتشاد لاحتواء التوتر المتصاعد بين الجانبين، حيث ترأس الدبلوماسي النيجيري بابا غانا كينغيبي بعثة الاتحاد إلى الخرطوم، في حين طالبت وزارة الخارجية التشادية السفير السوداني لديها بـ"وقف كافة أشكال العدوان ضد جمهورية تشاد".
وفي 30 ديسمبر 2005، اقترح الرئيس النيجيري آنذاك ورئيس الاتحاد الإفريقي بالإنابة أولوسيغون أوباسانجو عقد قمة خماسية مصغّرة ليوم واحد، تضم رؤساء كلٍّ من مصر وليبيا وتشاد والسودان ونيجيريا، وذلك لبحث سبل إنهاء الأزمة المتفجرة. وقد اقترحت مصر مدينة طرابلس الليبية كمكان لانعقاد القمة، على أن تُعقد بتاريخ 4 يناير 2006، إلا أن القمة تأجلت لاحقًا.
وكان من المقرر أن تناقش القمة تقرير لجنة الاتحاد الإفريقي بشأن روايتَي تشاد والسودان حول الهجوم على مدينة أدري الحدوديّة، والذي اعتُبر نقطة انعطاف خطرة في مسار النزاع الحدودي بين البلدين.

## الأمم المتحدة
أصدر مجلس الأمن التابع للأمم المتحدة بيانًا شديد اللهجة أدان فيه الهجمات المسلحة التي طالت مدينة أدري، داعمًا جهود الوساطة التي يقودها الاتحاد الإفريقي. وقد جاء في نص البيان:
أما على المستوى الإنساني، فقد حذّر كيث ماكنزي، ممثل اليونيسف الخاص في دارفور، من تعقيد الوضع قائلاً: "دارفور معقدة بما يكفي، من دون أن تتورط فيها الأطراف التشادية."
وفي تطور خطير، غادر قرابة 200 موظف إغاثة تابعين للأمم المتحدة ومؤسسات دولية أخرى قاعدتين إنسانيتين في مدينة غيريدا بشرق تشاد بتاريخ 22 يناير 2006، وذلك عقب حادثة اقتحام قام بها نحو 100 مسلح يُعتقد بانتمائهم لميليشيا الجنجويد، أنهوا بالقوة اجتماعًا بين مسؤولي الأمم المتحدة والسلطات المحلية حول أوضاع قرابة 200 ألف لاجئ سوداني. خلال الهجوم، تم اختطاف خمسة مسؤولين حكوميين بينهم قائد الدرك المحلي، وإصابة خمسة من السكان بطلقات نارية، كما سُرقت سيارات تابعة لمنظمات إنسانية، إحداها شوهدت لاحقًا وهي تعبر نحو السودان.
أعلنت المفوضية السامية للأمم المتحدة لشؤون اللاجئين عن تقليص وجودها الميداني في غيريدا وإريبا بنسبة 20%، مع إجلاء 90 موظفًا من غيريدا و80 من إريبا نحو المقر الإقليمي في أبشيه. وقالت نائبة المفوضية في تشاد كلير بورجوا إن "الوضع بلغ من الخطورة ما يكفي لاتخاذ هذا الإجراء المؤقت، بالرغم من أننا أبقينا عددًا كافيًا من الموظفين لمواصلة تقديم الخدمات للاجئين."

## منظمة المؤتمر الإسلامي
في 25 ديسمبر 2005، دعا الأمين العام لـمنظمة المؤتمر الإسلامي إكمال الدين إحسان أوغلو إلى وقف فوري للأعمال العدائية بين تشاد والسودان، مشددًا على ضرورة تغليب الحوار وضبط النفس بين الطرفين المتنازعين. كما أعلنت المنظمة دعمها الكامل للمبادرة التي أطلقها الاتحاد الإفريقي للتوسط بين الجانبين، في إطار الحرص على استقرار إقليم الساحل والصحراء المتخم بالأزمات المسلحة.

## مصر
في 26 ديسمبر 2005، شرع وزير الخارجية المصري آنذاك أحمد أبو الغيط في تحرّك دبلوماسي لمحاولة نزع فتيل النزاع بين السودان وتشاد، حيث أجرى محادثات هاتفية مع نظيره التشادي أحمد علام-مي، ومع وزير الخارجية السوداني لام أكول. وفي مقابلة مع إذاعة القاهرة، صرح أبو الغيط أن "مصر تجري اتصالات مع الأمم المتحدة في هذا الصدد، وتسعى للتنسيق مع بعض الأطراف الإقليمية لاحتواء الموقف قبل أن يتفاقم." وأضاف أن الأزمة تمسّ الأمن القومي العربي والإفريقي على السواء.

## الولايات المتحدة
في 10 يناير 2006، التقى وزير الخارجية التشادي أحمد علامي بنائب وزير الخارجية الأمريكي آنذاك روبرت زوليك في العاصمة واشنطن، لمناقشة تداعيات الأزمة الحدودية بين تشاد والسودان. وأكّد المتحدث باسم وزارة الخارجية الأمريكية جاستن هيغينز أن "نائب الوزير شدد على خطورة الموقف، وأعرب عن قلق الولايات المتحدة إزاء أوضاع النازحين داخليًا على جانبي الحدود." وأضاف أن "الصراع القائم يهدد المدنيين واللاجئين والعاملين في مجال الإغاثة على حد سواء."
وأفاد مسؤول أمريكي -رفض الإفصاح عن اسمه- بأن زوليك أبلغ الطرف التشادي بلهجة واضحة أن "على تشاد أن تعمل مع السودان لحل النزاع بشكل مباشر"، في ظل تصاعد التوترات وغياب آليات فعّالة للمراقبة والردع.